# Kotapounga
Kotapounga è un arrondissement del Benin situato nella città di Natitingou (dipartimento di Atakora) con 14.858 abitanti (dato 2006).